# Vrede van Boekarest (1913)

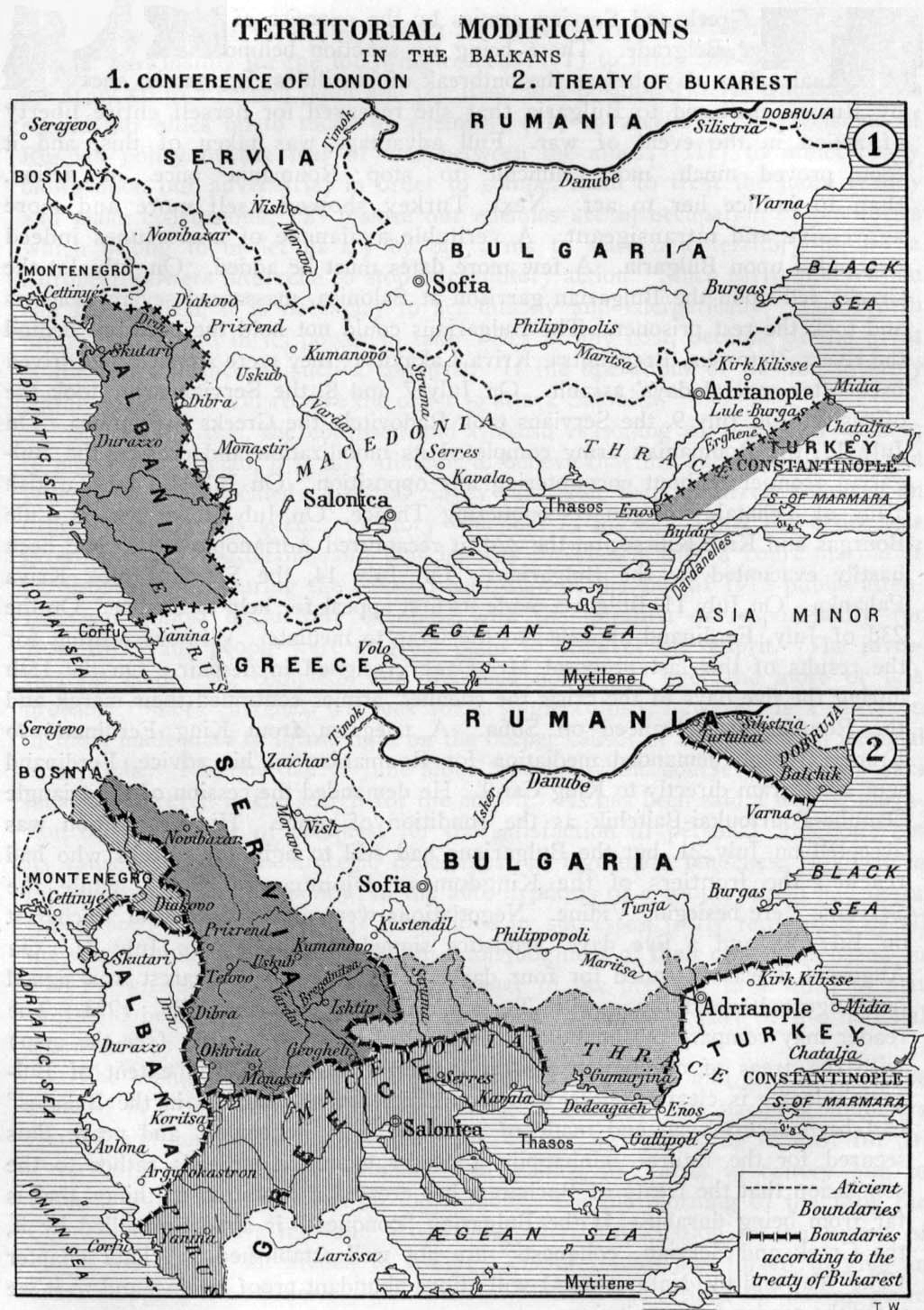
De verloren gebieden van Bulgarije na de tweede Balkanoorlog

Het Verdrag van Boekarest (of de Vrede van Boekarest) werd op 10 augustus 1913 getekend door
Bulgarije, Roemenië, Servië, Montenegro en Griekenland. Hiermee werd het einde van de Tweede Balkanoorlog ingeluid.
Servië kreeg Macedonisch gebied toegewezen, waaronder Ohrid en Monastir. Ook de oostelijke helft van de Sandjak viel toe aan Servië (Montenegro kreeg de westelijke helft). Hierdoor nam de bevolking van Servië toe met meer dan 1.500.000 personen.
Griekenland ontving eveneens Macedonisch gebied, en kon ook uitbreiden in Bulgarije. In het Verdrag van Boekarest werd tevens vastgelegd dat Kreta bij Griekenland zou gaan horen.
Vastgelegd werd ook dat Bulgarije de Zuidelijke Dobroedzja zou overdragen aan Roemenië (het noordelijke deel van dat gebied maakte sinds 1878 al deel uit van dat land). Dit gebied telde 286.000 inwoners en de steden Silistra, Dobritsj (Roemeens: Bazargic), Toetrakan (Turtukaia) en Baltsjik (Balcic). Bulgarije zegde ook toe de militaire macht in die regio af te bouwen en geen legers te stationeren binnen 20 kilometer in de omtrek van Baltsjik.
Het Verdrag van Boekarest had twee fundamentele tekortkomingen:
- De in dit verdrag vastgelegde grenzen hadden geen relatie met de nationaliteit van de inwoners van de betreffende districten;
- Bulgarije werd door de verdragsbepalingen zo zwaar getroffen dat het land het verdrag niet als een permanente oplossing kon accepteren.